# تحصیل ابوت‌آباد
ابوت‌آباد تهسیل (به انگلیسی: Abbottabad Tehsil) یک تحصیل در پاکستان است که در خیبر پختونخوا واقع شده‌است.